# Rap-A-Lot Records
Rap-a-Lot Records é uma gravadora especializada em hip hop de Houston. Rap-a-Lot foi criada em 1986. Gravadoras secundárias incluem Smoke-a-Lot Records. O selo foi fundado por James Prince em 1986 e, com seu grupo mais fomoso, o Geto Boys, colocou o Sul no mapa do hip hop. Desde então, tem mantido seu sucesso e foco em gangsta rap e southern rap. Foi distribuida nos anos 1990 pelas gravadoras da EMI Priority Records (1991–1994) e Virgin Records (1994–2000). Durante os anos 2000, foi distribuida pela Asylum Records da WEA. Foi referenciada por The Notorious B.I.G. na canção "Flava in Ya Ear (Remix)" quando ele diz "I'm not from Houston, but I Rap-a-Lot." No final da canção de Devin the Dude "What a Job" com participação de Snoop Dogg, Snoop dá os parabéns a gravadora dizendo, "J. Prince, Jas Prince, Rap-a-Lot, still on top, 2007." Os Geto Boys foram os primeiros artistas nacionalmente conhecidos da gravadora, enquanto Devin the Dude, cujo contrato acabou em 2008, foi, por 15 anos, o artista de maior duração da gravadora.
J. Prince Jr., o filho de James Prince, tem uma gravadora distribuida pela Rap-A-Lot chamada Southern Empire Entertainment.
O filho caçula de James Prince, Jas Prince, também foi responsável por descobrir o artista da Young Money/Ca$h Money/Universal Records Drake e segura o artista em um contrato de gerenciamento com a Rap-a-Lot.
Em 18 de Maio de 2010, Rap-a-Lot Records anunciou que assinou recentemente um contrato de distribuição com a Fontana Distribution.